# Tepetates, Soledad de Doblado
Tepetates är en ort i Mexiko.   Den ligger i kommunen Soledad de Doblado och delstaten Veracruz, i den sydöstra delen av landet, 270 km öster om huvudstaden Mexico City. Tepetates ligger 274 meter över havet och antalet invånare är 362.
Terrängen runt Tepetates är huvudsakligen platt, men åt nordväst är den kuperad. Terrängen runt Tepetates sluttar österut. Runt Tepetates är det ganska tätbefolkat, med 104 invånare per kvadratkilometer. Närmaste större samhälle är Soledad de Doblado, 15,7 km sydost om Tepetates. Omgivningarna runt Tepetates är en mosaik av jordbruksmark och naturlig växtlighet.